# Nonnenbach Nottulner Berg
Koordinaten: 51° 56′ 16″ N, 7° 20′ 34″ O
Das Naturschutzgebiet Nonnenbach Nottulner Berg liegt auf dem Gebiet der Gemeinde Nottuln im Kreis Coesfeld in Nordrhein-Westfalen.
Das aus zwei Teilflächen bestehende Gebiet erstreckt sich nordwestlich des Kernortes Nottuln und südwestlich der Nottulner Bauerschaft Uphoven zu beiden Seiten der B 525. Am westlichen Rand des Gebietes verläuft die Landesstraße L 577.

## Bedeutung
Das etwa 85,4 ha große Gebiet wurde im Jahr 2007 unter der Schlüsselnummer COE-068 unter Naturschutz gestellt. Schutzziele sind 	
- die Erhaltung und Entwicklung des Waldmeister-Buchenwaldkomplexes durch naturnahe Waldbewirtschaftung,
- die Erhaltung des naturnahen Bachabschnitts mit Auenwaldrest durch Überlassen der Sukzession,
- die Entwicklung des beeinträchtigten Bachabschnitts durch Ausweisung von Uferrandstreifen,
- der Erhalt und die Entwicklung einer naturnahen Bachaue,
- der Erhalt und die Entwicklung naturnaher Waldbestände und
- der Erhalt und die Entwicklung naturnaher Feuchtgrünland- und Röhrichtbestände.[3]